# VIII arrondissement di Marsiglia
Il VIII arrondissement di Marsiglia (in francese 8e arrondissement de Marseille) è uno dei sedici arrondissement in cui è suddivisa la città francese.

## Geografia
Confina a nord-ovest con il VII arrondissement, a nord con il VI arrondissement, ad est con il X arrondissement ed il IX arrondissement, a sud e ad ovest con il mar Mediterraneo.
È suddiviso in dieci quartieri ufficiali: Bonneveine, Les Goudes, Montredon, Périer, La Plage, La Pointe Rouge, Le Rouet, Saint-Giniez, Sainte-Anne e Vieille Chapelle.

## Economia
Nel 2010, il reddito fiscale medio per famiglia era di 32.444 euro, dato che collocava l'VIII arrondissement al primo posto tra i 16 arrondissement di Marsiglia.